# Polar Music
La Polar Music è una casa discografica svedese fondata nel 1963 da Stig Anderson e il suo amico Bengt Bernhag. Il primo gruppo che firmò con l'etichetta furono gli Hootenanny Singers, di cui faceva parte Björn Ulvaeus, uno dei membri dei futuri ABBA. La Polar guadagnò un'enorme fortuna scritturando gli ABBA. Oggi è parte del gruppo Universal Music Group.
Dal 1989, Stig Anderson ha istituito il Polar Music Prize, assegnato annualmente.

## Artisti della Polar
ABBA, Alive Feat, Jessie Martins, Lena Andersson, Chana, Crosstalk, Dilba, Emilia, Frida, Agnetha & Linda, Ted Gärdestad, Hellacopters, The Infinite Mass, Fredrik Kempe, Lambretta, Maarja, Paulo Mendonca, Mr. Vegas Fea Intense, Emma Nilsdotter, Mats Paulson, Pineforest Crunch, Sam, Skintrade, Starr Chukki/infinit, Svenne & Lotta, Joey Tempest, Top Notch, Topaz Sound, e Anders Widmark.